# 湛海高速铁路
湛海高速铁路是位于中国广东省海南省的一条客运专线，为国家高速铁路“八纵八横”规划中包（银）海通道的组成部分。线路自湛江始发，经过琼州海峡后终到海口。
2023年，湛江市发展改革委员会和湛江市生态环境局发布湛海客运专线广东段社会稳定性风险分析和环境影响评价报告。根据规划，线路自湛江北站引出，经雷州市和徐闻县后通过粤海铁路轮渡到达海口站，设计时速350公里，线路全长129km。

## 线路概况
- 设计时速：350km
- 正线全长：130km
- 新建车站5座：雷州北、龙门西、徐闻北、徐闻南（北港）、海口北（南港）。引入既有站3个：湛江北站，湛江西站，海口站。在徐闻北设存车场一座。
- 桥隧比：73.82%，均为桥梁，全线无隧道。
- 过海方案：拟采用铁水联运方式，即动车组不上铁路轮渡船，旅客需同台轉乘高速客船，抵達对岸后再乘搭对岸动车组继续行程，相比現有的上船解编可节省40分钟时间。根据相关测算，全程过海时间可由当前的150分钟压缩至95分钟-110分钟。